# Белведере (Тренто)
Белведере је насеље у Италији у округу Тренто, региону Трентино-Јужни Тирол.
Према процени из 2011. у насељу је живело 128 становника. Насеље се налази на надморској висини од 248 м.